# Vác
Vác (în germană Waitzen, în română se citește "Vaț") este un oraș în districtul Vác, județul Pesta, Ungaria, având o populație de 32.304 locuitori (2011). Regele Ștefan I al Ungariei a întemeiat aici în anul 1008 Dieceza de Vác. Orașul mai este cunoscut și pentru Închisoarea din Vác.

## Demografie
Componența etnică a orașului Vác
     Maghiari (94,77%)
     Romi (1,28%)
     Germani (1,26%)
     Necunoscut (1,23%)
     Alții (1,46%)
Componența confesională a orașului Vác
     Romano-catolici (44,39%)
     Fără religie (14,07%)
     Reformați (7,19%)
     Luterani (2,71%)
     Atei (1,63%)
     Necunoscută (29,46%)
     Alte religii (3,01%)
Conform recensământului din 2011, orașul Vác avea 32.304 locuitori. Din punct de vedere etnic, majoritatea locuitorilor (94,77%) erau maghiari, existând și minorități de romi (1,28%) și germani (1,26%). Apartenența etnică nu este cunoscută în cazul a 1,23% din locuitori. Nu există o religie majoritară, locuitorii fiind romano-catolici (44,39%), persoane fără religie (14,07%), reformați (7,19%), luterani (2,71%) și atei (1,63%). Pentru 29,46% din locuitori nu este cunoscută apartenența confesională.